# Сан-Сиро (Комо)
Сан-Сиро (итал. San Siro) — коммуна в Италии, располагается в регионе Ломбардия, в провинции Комо.
Население составляет 1855 человек (2008 г.), плотность населения составляет 103 чел./км². Занимает площадь 18 км². Почтовый индекс — 22010. Телефонный код — 0344.
В коммуне 15 августа особо празднуется Успение Пресвятой Богородицы. Покровителем коммуны почитается святой Авундий, празднование 31 августа.

## Галерея
- Spiaggia della Foppa
- Villa Gaeta
- Panorama dalla frazione di Maso
- Vista panoramica dalla frazione di San Martino
- Portici a lago a Rezzonico
- Scalinata al vecchio nucleo a Rezzonico
- Villa Gaeta
- Calchera e Rivetta
- Rezzonico
- Chiesa di Santa Maria Assunta
- Rezzonico -San Siro (CO)
- Castello di Rezzonico
- Castello di Rezzonico
- Villa Gaeta - Comune di San Siro
- Cavalletti di pesca agli agoni in Rivetta
- Relax a lago
- Vista dalla cappelletta Alpini di Treccione - San Siro

## Администрация коммуны
- Официальный сайт: http://www.comune.sansiro.co.it/